# Almirós
Almirós (grec: Αλμυρός), antigament Halmirós, és un poble i municipi grec situat a la unitat perifèrica de Magnèsia. El 15 de març del 1311 fou l'escenari de la mal anomenada batalla del Cefís, en la qual els almogàvers de la Gran Companyia Catalana venceren els francs del Ducat d'Atenes. Es troba al bell mig de la plana de Krókio, una plana fèrtil travessada per diversos torrents. A més de ser un important centre agrícola i comercial de Magnèsia, està desenvolupant el seu potencial turístic. Els seus principals conreus són els tomàquets, el cotó, el blat, les ametlles, els cacauets i els pistatxos.